# Chamberlin
El chamberlin fue un instrumento musical electro-mecánico polifónico antecesor del mellotron, inventado en Estados Unidos por Harry Chamberlin a mediados de los años 1950.
El objetivo de su creador era lograr un instrumento hogareño que pudiera replicar los sonidos de una orquesta para cantar en reuniones familiares. No obstante, el sonido que producía no era el esperado y presentaba constantes problemas con el sistema de reproducción interno mediante cintas grabadas. El mercado familiar no pareció interesarse en el producto, del cual apenas llegaron a fabricarse unas 500 unidades en total.
A principios de la década de 1960, un vendedor contratado por el propio Chamberlin llamado Bill Fransen llevó la idea al Reino Unido y la presentó como propia, logrando allí interesar a una empresa llamada Mellotronics que fabricó 2000 unidades bajo el nombre comercial Mellotron, los cuales si bien copiaban el concepto de su antecesor el chamberlin, incorporaban algunas mejoras técnicas que lo hacían un poco más confiable.